# قورباغه‌ای‌واران
قورباغه‌ای‌واران (نام علمی: Raninoidea) نام یک بالاخانواده از فروراسته خرچنگ است.